# Tico Torres
Hector Samuel Juan Torres  "Tico" (New York, 7 ottobre 1953) è un batterista statunitense, membro dei Bon Jovi, noto gruppo rock del New Jersey.

## Biografia
Torres è nato il 7 ottobre 1953 a New York da Emma (italo-cubana) e Hector Torres (cubano), ed è cresciuto a Colonia, New Jersey. Ha frequentato la JFK Memorial High School. Attualmente vive in Florida.

### Carriera musicale
Prima di entrare nei Bon Jovi ha suonato live e in studio con Frankie and the Knockouts, Pat Benatar, Chuck Berry, Cher, Alice Cooper e Stevie Nicks. Conobbe i Bon Jovi grazie all'amico Alec John Such, allora bassista della band; si convinse ad accettare la proposta di entrare a far parte del gruppo solo dopo aver assistito ad un'esibizione del frontman Jon Bon Jovi. La canzone Only in My Dreams, contenuta nel boxset 100,000,000 Bon Jovi Fans Can't Be Wrong è cantata proprio da Torres. Il 14 aprile 2018 viene inserito con i Bon Jovi nella Rock and Roll Hall of Fame.

### Altre attività
Oltre alla musica, Tico ha un'altra passione: la pittura. Esibisce le sue opere dal 1994, e la sua prima mostra di successo si è tenuta all'Ambassador Gallery di SoHo, a New York. Inoltre ha lanciato una linea di vestiti per bambini: Rock Star Baby.

### Vita privata
Ha divorziato dalla sua prima moglie nel 1983; nel 1996 ha sposato la top model Eva Herzigova, ma due anni dopo anche questo matrimonio è naufragato. Nel 2001 Torres si è sposato con Maria Alejandra. Ha divorziato nel 2008; la coppia ha un figlio, Hector Alexander, nato il 9 gennaio 2004.